# Lee Jong-hyun (cầu thủ bóng đá)
Đây là một tên người Triều Tiên, họ là Lee.
Lee Jong-Hyun (tiếng Hàn: 이종현; sinh ngày 8 tháng 1 năm 1987) là một tiền vệ bóng đá Hàn Quốc hiện tại thi đấu cho Gimhae City FC. Trước đó anh thi đấu cho câu lạc bộ tại K League Gyeongnam FC và Incheon United.

## Sự nghiệp câu lạc bộ
Lee gia nhập Gyeongnam FC mùa giải 2010, nhưng chưa bao giờ thi đấu cho câu lạc bộ ở cấp đội tuyển. Chuyển đến Incheon United FC mùa giải sau đó, anh có màn ra mắt trong trận đấu trên sân khách trước Sangju Sangmu Phoenix ngày 5 tháng 3 năm 2011, anh chỉ đá 15 phút khi vào sân từ ghế dự bị.
Với đa số thời gian tại K League 2011 là dự bị không được sử dung, Lee chỉ ra sân ở các trận vòng bảng của Cúp Liên đoàn bóng đá Hàn Quốc 2011, bao gồm lần xuất phát trong thất bại 1 - 0 trước đội bóng cũ Gyeongnam FC.
Vào tháng 6 năm 2012, Lee gia nhập đội bóng tại Giải Quốc gia Hàn Quốc Gimhae City FC.

## Thống kê sự nghiệp câu lạc bộ
Tính đến 8 tháng 1 năm 2014
| Thành tích câu lạc bộ | Thành tích câu lạc bộ | Thành tích câu lạc bộ  | Giải vô địch | Giải vô địch | Cúp     | Cúp       | Cúp Liên đoàn | Cúp Liên đoàn | Tổng cộng | Tổng cộng |
| Mùa giải              | Câu lạc bộ            | Giải vô địch           | Số trận      | Bàn thắng    | Số trận | Bàn thắng | Số trận       | Bàn thắng     | Số trận   | Bàn thắng |
| Hàn Quốc              | Hàn Quốc              | Hàn Quốc               | Giải vô địch | Giải vô địch | Cúp KFA | Cúp KFA   | Cúp Liên đoàn | Cúp Liên đoàn | Tổng cộng | Tổng cộng |
| --------------------- | --------------------- | ---------------------- | ------------ | ------------ | ------- | --------- | ------------- | ------------- | --------- | --------- |
| 2010                  | Gyeongnam FC          | K League               | 0            | 0            | 0       | 0         | 0             | 0             | 0         | 0         |
| 2011                  | Incheon United        | K League               | 2            | 0            | 0       | 0         | 3             | 0             | 5         | 0         |
| 2012                  | Gimhae City FC        | Giải Quốc gia Hàn Quốc | 9            | 0            | 0       | 0         | -             | -             | 9         | 0         |
| 2013                  | Gimhae City FC        | Giải Quốc gia Hàn Quốc | 13           | 0            | 0       | 0         | -             | -             | 13        | 0         |
| Tổng cộng sự nghiệp   | Tổng cộng sự nghiệp   | Tổng cộng sự nghiệp    | 24           | 0            | 0       | 0         | 3             | 0             | 27        | 0         |